# Société réunionnaise du radiotéléphone
Pour les articles homonymes, voir SRR.
Pour l’article ayant un titre homophone, voir SR Air.
La Société réunionnaise du radiotéléphone (SRR) ou SFR Réunion est une entreprise française de télécommunications agissant principalement en tant qu'opérateur de téléphonie mobile sur l'île de La Réunion et Mayotte, départements d'outre-mer dans le sud-ouest de l'océan Indien.
Filiale de la Société française du radiotéléphone (SFR), dont elle imite la raison sociale et reprend la communication (logotype, offres), elle a pour principaux concurrents, sur le marché des télécommunications à La Réunion, la société Orange Réunion, Free (Iliad) et Zeop. SRR est le premier acteur sur le marché réunionnais.
Société en commandite simple au capital de 3 375 165 euros, elle a son siège social rue Pierre Aubert, dans le quartier de Saint-Denis appelé Sainte-Clotilde.

## Histoire
SFR et sa filiale réunionnaise SRR sont condamnées le 13 juin 2014 à une sanction de 45,6 millions d'euros par l'autorité de la concurrence française, à cause d'une différenciation tarifaire pour les appels sur les réseaux SFR.
En mai 2016, la DIRECCTE de la Réunion inflige une amende de 375 000 € en raison des « retards significatifs et répétés dans le paiement des factures de ses fournisseurs ».